# Mont Yakushi
Le mont Yakushi (薬師岳, Yakushi-dake) est l'une des 100 montagnes célèbres du Japon, culminant à 2 926 m. Situé au sein des   monts Hida dans la préfecture de Toyama, il est spécifié comme parc national de Chūbu-Sangaku le 4 décembre 1934.
Il y a beaucoup de montagnes du même nom au Japon mais celle-ci est la plus élevée. C'est une montagne de la « Foi » depuis longtemps ainsi que les monts Tate et Ontake. Bhaisajyaguru est vénéré dans le sanctuaire shinto installé au sommet de la montagne.

## Géographie

### Cirques naturels

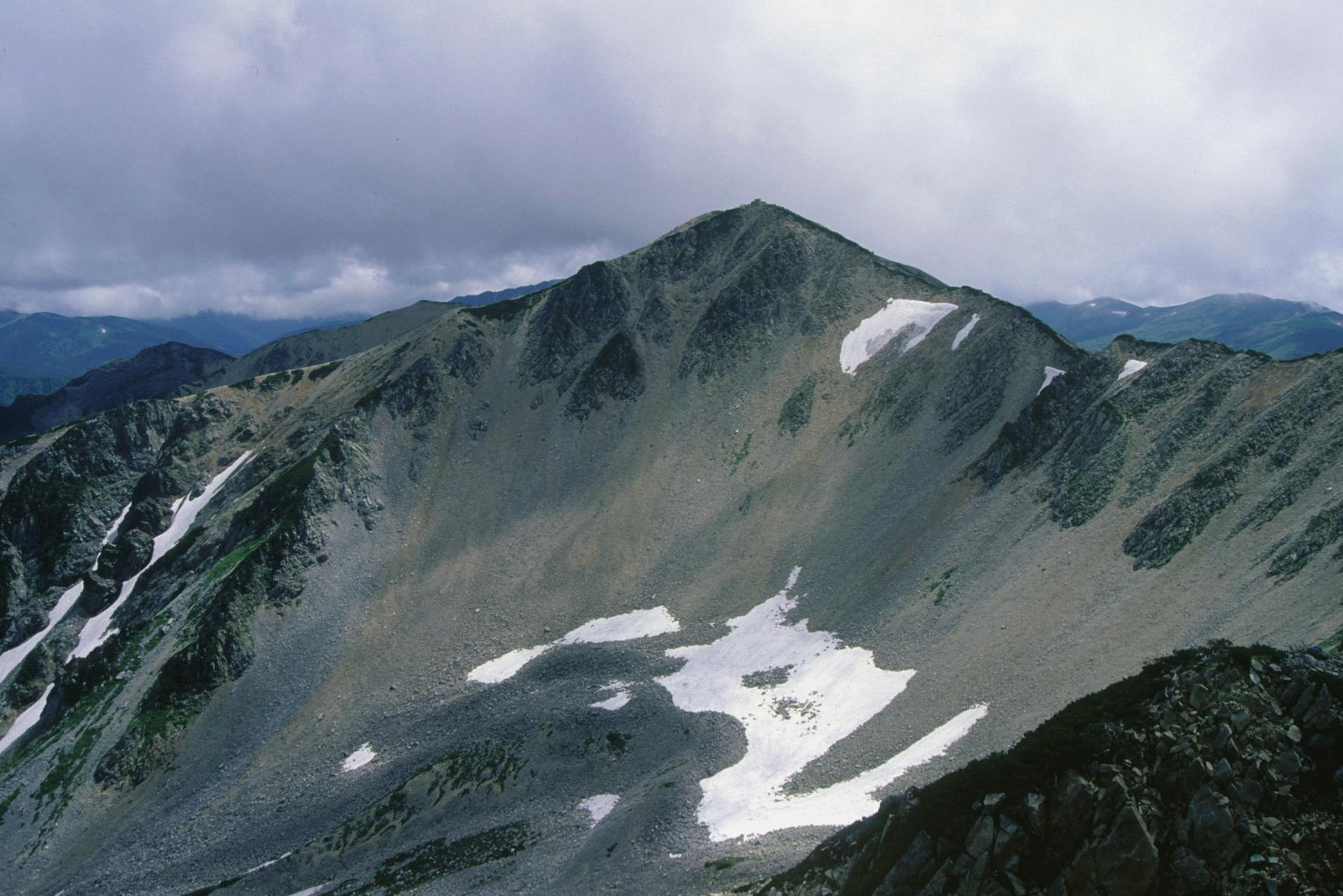
Vue du cirque de la vallée de Kanasaku et du mont Yakushi depuis le nord de Yakushi.

Il existe quatre grands cirques sur le versant est de la montagne :
- le cirque septentrional, qui est éventré à la suite d'un effondrement.
- le cirque de la vallée de Kanasaku, qui tient son nom d'un certain Kanasaku Miyamoto, entre le mont kita-Yakushi et le mont Yakushi.
- le cirque central, sur le versant sud du mont Yakushi ;
- le cirque méridional, au sud-est du cirque central.

### Hydrographie
Une rivière, affluent du fleuve Jōganji, et des tributaires du fleuve Kurobe prennent leur source dans la montagne. Les deux fleuves ont leur embouchure en baie de Toyama (mer du Japon).

## Histoire
- La montagne était interdite d'accès aux femmes avant l'ère Meiji.
- 1885 – Benjamin Smith Lyman escalade cette montagne ainsi que le mont Yari en vue notamment d'en prendre des mesures[4].
- 1904 – Le géologue Naomasa Yamasaki découvre un cirque naturel sur le versant est de la montagne[5].
- 1909 – Jūji Tanabe, spécialiste de littérature anglaise en fait l'ascension et publie un livre sur les randonnées en montagne[6].
- 1926 – L'écrivain Kyūya Fukada l'escalade et publie l'ouvrage « 100 montagnes célèbres du Japon » en 1964[7].
- 4 décembre 1934 – cette zone est spécifiée parc national de Chūbu-Sangaku[3].
- 29 mars 1952 – le cirque du mont Yakushi est désigné monument naturel spécial.
- 15 janvier 1963 – 13 membres de l'Université d'Aichi ont un accident de montagne lorsqu'une grande quantité de neige s'accumule et décèdent[8].